# هيلما غرانكفست
هيلما غرانكفست (Hilma Granqvist؛ سيبو، 1890 -- 1972) عالمة إنسان فنلندية متحدثة بالسويدية قامت بدراسات ميدانية طويلة عن الفلسطينيين. كانت طالبة لدى الفيلسوف وعالم الاجتماع إدفارد فسترمارك.
وصلت غرانكفست في العشرينات إلى قرية أرطاس خارج بيت لحم وعاشت فيها إبان فترة الانتداب البريطاني على فلسطين كجزء من بحوثها عن المرأة في العهد القديم. ذهبت إلى فلسطين «من أجل العثور على أسلاف اليهود من الكتاب المقدس، فما وجدت بدلا من ذلك كان الشعب الفلسطيني ذات ثقافة مميزة وطريقة حياة، وهي بالتالي تغيير التركيز من البحوث التي قامت بها إلى إجراء تحقيق كامل من التقاليد والعادات انتهت وطرق التفكير لشعب تلك القرية. غرانكفست الأمر إلى البقاء حتى عام 1931 توثيق جميع جوانب حياة القرية، التقطت أثناء القيام بذلك مئات الصور».